# FC 바이에른 뮌헨 II
FC 바이에른 뮌헨 II(FC Bayern München II)는 2005년까지 FC 바이에른 뮌헨 아마추어(FC Bayern Munich Amateure) 로 불린 팀으로 FC 바이에른 뮌헨의 리저브 축구 팀이다. 2008년에 새로 출범한 독일의 3부리그인 3. 리가의 참여 자격을 획득한 뒤 2010-11 시즌까지 3. 리가에 속해 있던 팀이었다. 그 이전에는 1994년부터 2008년까지 당시 3부 리그인 남부 레기오날리가에 속해 있었다. 뮌헨 리저브 팀은 주로 리그 중위권에 머물렀으며 2004년에는 남부 레기오날리가 타이틀도 획득하였다. 2010-11 시즌 3. 리가의 하위 3팀 중 하나로 리그를 종료한 뮌헨 리저브팀은 4부 리그인 남부 레기오날리가로 강등되었다. 2010년대는 대부분 레기오날리가 바이에른 리그에서 활동하다가 2018-19 시즌 우승하며 3. 리가로 승격하였으나 2021-21 시즌 18위로 강등되어 현재는 레기오날리가 바이에른에 참가하고 있다.

## 개략
이 팀은 바이에른의 젊은 선수들이 1군으로 승격하기 전에 거치는 단계로, 팀원들은 주로 18세에서 23세 사이의 젊은이들이 주축을 이루고, 소수의 노장들이 경험을 얻기 위해 내려오기도 한다.
바이에른 II는 몇 차례 DFB-포칼에 출전하였고, 1976-77 시즌에는 바이에른의 시니어 팀을 상대하기도 하였는데, 결과는 시니어 팀의 5-3 승리로 끝났다. 바이에른 리저브 팀이 마지막으로 포칼에 출전한 시즌은 2004-05 시즌으로, 이 시즌에 바이에른 II는 8강까지 진출하였다. 그러나 2008년을 기점으로, 리저브 팀은 포칼 진출이 불가능해졌다. 1983년과 1987년 사이, 바이에른 II는 국내 아마추어 컵 결승에 진출하였고, FC 홈부르크와 MSV 뒤스부르크에 결승전에서 각각 0-2, 1-4로 패하였다.

## 역사
이 팀은 바이에른 축구계의 최상위 리그에 데뷔한 곳은, 1956년에 출범한 바이에른 남부 아마토이어리가 (Amateurliga) 로, 승격 라운드를 거쳐 4부리그인 2번째 오베르바이에른 아마추어리가를 우승하였을 때 합류하였다. 첫 시즌을 중위권으로 마감한 뒤, 1957-58 시즌을 지역 라이벌 FC 바커 뮌헨의 뒤를 이어 2위로 마감하였다. 이 업적을 1960-61 시즌에 반복하였는데, 이 시즌의 우승팀은 TSV 1860 뮌헨 II였다. 두 리저브팀은 1963년에 리그 시스템이 크게 변하면서 성적이 하락하였고, 두 팀 모두 새로운 아마추어 최고 리그인 바이에른 아마토이어리가의 원년 멤버가 되는데 실패하였다. 바이에른 아마토이어는 아마토이어리가에 진입하기 위해 최소 7위의 성적이 필요하였으나, 14위로 리그를 마감하여 새로운 4부 리그 남부 바이에른 란데스리가 (Landesliga) 에 속하게 되었다.

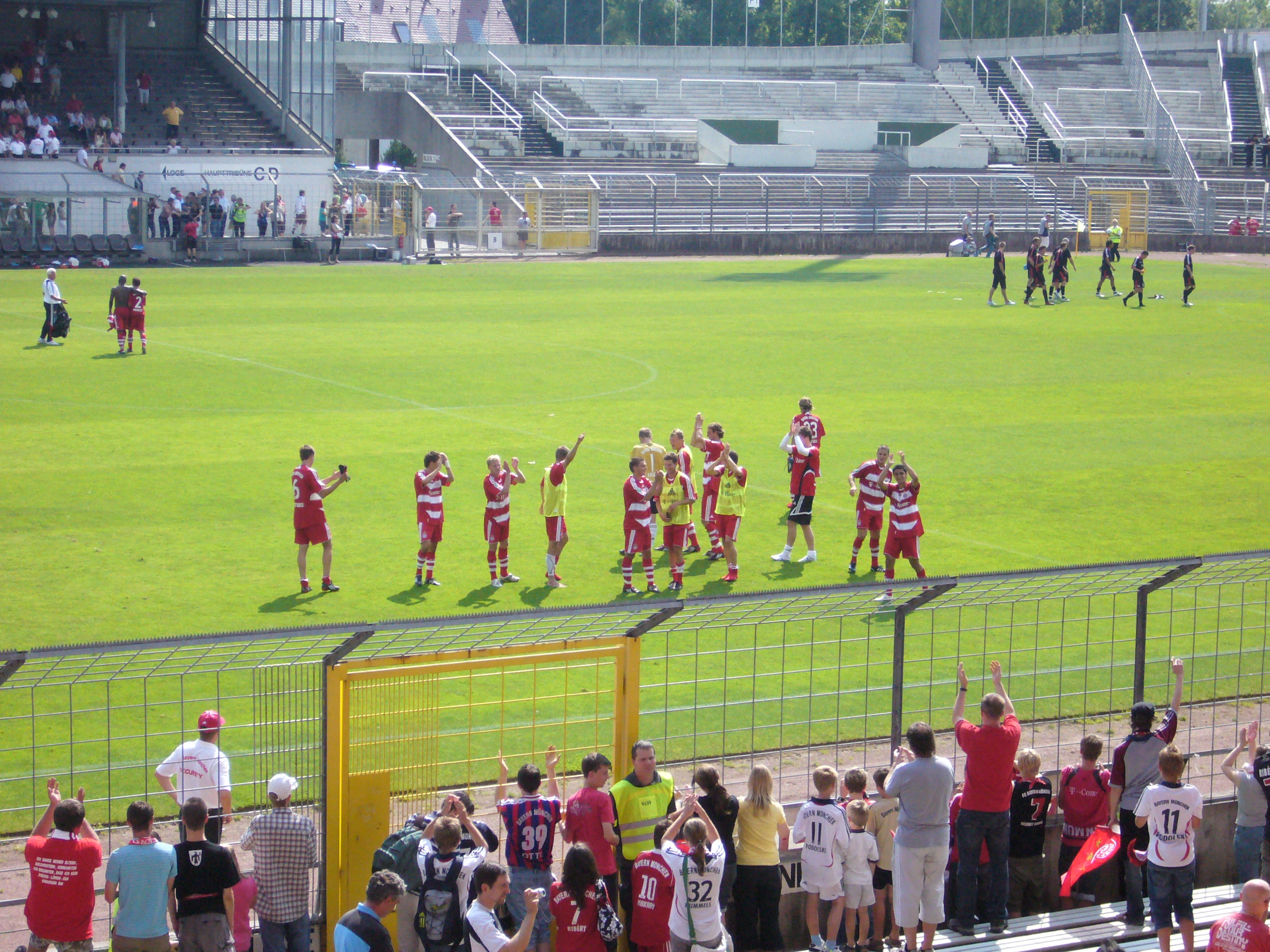
2008년, 바이에른 II팀이 그륀발데어 슈타디온에서 승리를 자축하고 있다.

바이에른 II는 성적을 향상하기 전까지 네 시즌이 걸렸고, 매 시즌마다 발전하였고, 1966-67 시즌에는 리그를 1위로 마감하여 바이에른리가 (Bayernliga) 승격을 달성하였다. 바이에른은 리그에서 좋은 시작을 보이며, 첫 해에 4위를 기록하였다. 그러나 이후 성적이 다시 하락하여 1970-71 시즌에 강등되었다. 이후, 두 시즌만에 4부리그 우승을 거두었고, 바이에른 II는 3부리그로 복귀하였다.
이어지는 21 시즌 동안, 바이에른 II는 바이에른리가 이상으로 승격되거나, 그 이하로 강등되지 않았다. 그러나, 이 21시즌 동안에는 타이틀을 하나도 따지 못하였다. 그러나, 바이에른 II는 아무리 성적이 좋아도 리저브 팀이라는 특성상 프로 축구 리그로의 승격이 불가능하였다.
이 시기에 바이에른 II는 시련을 겪었고, 1981-82 시즌에는 강등권까지 하락했다가, 간신히 잔류를 확정지었다. 그러나, 바이에른 II는 이후 1982-83 시즌, 1983-84, 그리고 1986-87 시즌에 3차례 준우승을 거두었고, 이 시기에의 바이에른 II는 주로 리그 상위권을 차지하였다.
1994년, 새로운 3부 리그인 남부 레기오날리가가 처음으로 출범하였고, 바이에른 II는 무난하게 원년 멤버가 되었다. 그 외에도, 바이에른 리저브는 장기간 레기오날리가에 속해 있었고, 3 리가가 2008년에 새로 출범하기 전까지 속해 있었다. 리그에서 주로 중위권의 성격을 내었고, 바이에른 리저브 팀은 2003-04 시즌에 레기오날리가 우승을 거두며 30년 만에 타이틀을 획득하였다. 이미 리저브 팀이 승격할 수 있는 최고의 리그에 속함에 따라, 바이에른 리저브 팀은 2 분데스리가 승격이 불가능하였고, 남부 레기오날리가에 머물러야 했다. 2004-05 시즌, 1 분데스리가와 2 분데스리가에서 속한 팀들의 리저브 팀들의 이름은 아마토이어에서 II로 개명되었다. 이에 따라, FC 바이에른 뮌헨 아마토이어라고 불리었던 이 클럽은 FC 바이에른 뮌헨 II로 개칭되었다.
2008년, 새로운 3부 리그인 3 리가가 출범하였고, 원년 멤버가 되기 위해서는 상위 10위에 들어야 했는데, 8위의 성적을 거두며 3 리가 원년 멤버가 되었다. 바이에른 II는 2010-11 시즌 종료 후 강등되는 수모를 당하기 전까지 세 시즌 동안 3 리가에 속해 있었다. 이는 1973년 이래 팀이 3부리그에서 처음으로 밀려난 것으로, 이 뜻은 바이에른 리저브 팀의 헤르만 게를란트 감독이 해임되었음을 뜻했다.

## 경기장
바이에른 뮌헨 리저브팀의 홈 구장은 그륀발데어 슈타디온으로, 1972년까지 시니어 팀이 올림피아슈타디온으로 홈 구장을 옮기기 전까지 시니어 팀 홈구장으로 쓰였다.

## 선수

### 현재 선수 명단
2021년 2월 12일 기준

참고: FIFA 자격 규정에 따라 소속된 국가대표팀 국기를 표시합니다. 선수는 복수의 FIFA 비회원국 국적을 가지고 있을 수 있습니다.
| 번호 | 포지션 | 국적     | 이름                |
| ---- | ------ | -------- | ------------------- |
| 1    | GK     |          | 론토르벤 호프만     |
| 2    | DF     |          | 레미 비타           |
| 3    | DF     |          | 앙겔로 마이어       |
| 4    | DF     |          | 요시프 스타니시치   |
| 5    | DF     |          | 니콜라스 펠트한 (C) |
| 6    | MF     | 포르투갈 | 티아고 단타스       |
| 7    | FW     |          | 디미트리 오버린     |
| 9    | FW     |          | 얀피테 아르프       |
| 10   | MF     |          | 티모 케른           |
| 11   | FW     |          | 니콜라스 퀸         |
| 12   | GK     |          | 미하엘 바그너       |
| 13   | DF     |          | 킬리안 젱크바일     |
| 14   | FW     |          | 렌 야스트렘스키     |
| 15   | MF     |          | 알렉산더 룽비츠     |
| 17   | FW     |          | 말릭 틸만           |

| 번호 | 포지션 | 국적 | 이름                |
| ---- | ------ | ---- | ------------------- |
| 18   | MF     |      | 막시밀리안 차이저   |
| 19   | MF     |      | 막시밀리안 벨츠뮐러 |
| 21   | DF     |      | 레니 보르게스       |
| 22   | MF     |      | 라세 귄터           |
| 23   | GK     |      | 루카스 슈넬러       |
| 24   | MF     |      | 크리스토퍼 스캇     |
| 25   | MF     |      | 토르벤 라인         |
| 26   | DF     |      | 브라이트 아레이음비 |
| 30   | MF     |      | 다니엘스 온투잔스   |
| 35   | DF     |      | 저스틴 체           |
| 37   | MF     |      | 자말 무시알라       |
| 38   | MF     |      | 앙겔로 슈틸러       |
| 40   | DF     |      | 제이미 로렌스       |
| 41   | FW     |      | 아르민도 지프       |
| 44   | DF     |      | 데니스 바이트너     |
| 49   | MF     |      | 이현주              |

### 임대 선수 명단
참고: FIFA 자격 규정에 따라 소속된 국가대표팀 국기를 표시합니다. 선수는 복수의 FIFA 비회원국 국적을 가지고 있을 수 있습니다.
| 번호 | 포지션 | 국적 | 이름                                                                    |
| ---- | ------ | ---- | ----------------------------------------------------------------------- |
| 22   | MF     |      | 테일러 부스 (장크트푈텐, 2021년 6월 30일까지)                           |
| -    | MF     |      | 알렉스 티모시 안데르손 (아우스트리아 클라겐푸르트, 2021년 6월 30일까지) |

## 코칭스태프
| 홀거 자이츠         | 감독          |
| 라이너 울리히       | 수석 코치     |
| 발터 융한스         | 골키퍼 코치   |
| 안드레아스 콘마여   | 피트니스 코치 |
| 클라우스 마여슈타인 | 물리 치료사   |

## 최근 감독
다음은 바이에른 뮌헨 II의 최근 감독이다.

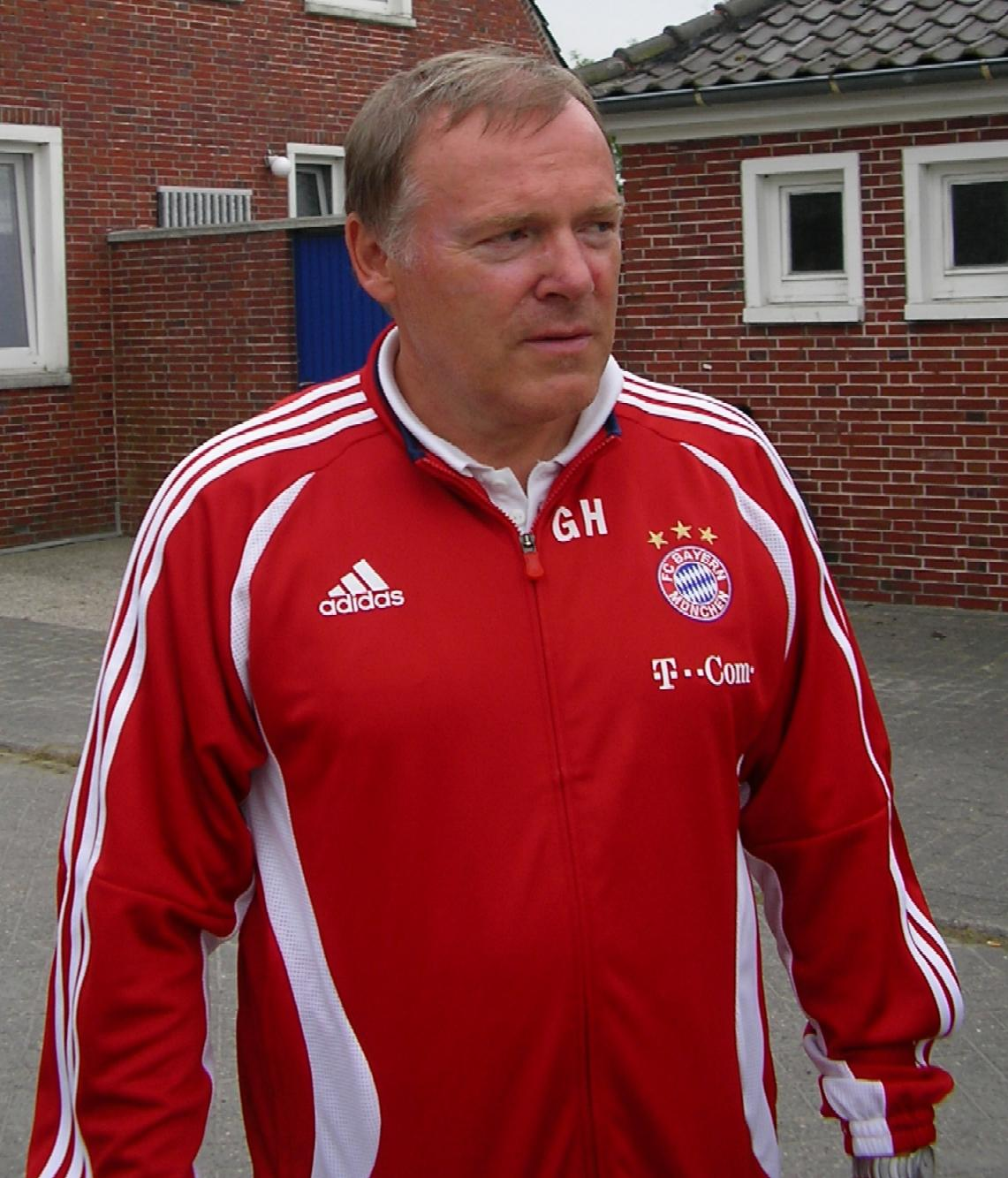
헤르만 게를란트는 세 차례 바이에른 뮌헨 II의 감독을 맡았다.

- 베르너 케른 (1970-1977)
- 한스-요아힘 그레벤
- 프리츠 비쇼프 (?-1988)
- 한스-디터 슈미트 (1988–1990)
- 헤르만 게를란트 (1990–1995)
- 라이너 울리히 (1995–1998)
- 우도 바세미르 (1998–2001)
- 헤르만 게를란트 (2001–2009)
- 메흐메트 숄 (2009–2010)
- 헤르만 게를란트 (2010–2011)
- 라이너 울리히 (2011)
- 안드리스 용커르 (2011)

## 역대 성적
| - 독일 아마추어 챔피언쉽 - 준우승: 1982-83, 1986-87 - 남부 레기오날리가 (3부) 우승 1회 - 우승: 2003-04 - 남부 바이에른 아마토이어리가 (3부) - 준우승: 1957-58, 1960-61 - 바이에른 아마토이어 오베르리가 (3부) - 준우승: 1982-83, 1983-84, 1986-87 - 2부 오베르바이에른 A 아마토이어리가 (4부) 우승 1회 - 우승: 1955-56 - 남부 바이에른 란데스리가 (4부) 우승 2회 - 우승: 1966-67, 1972-73 | - 바이에른 컵 우승 1회 - 우승: 2001-02 - 오베르바이에른 컵 우승 3회 - 우승: 1994-95, 2000-01, 2001-02 - IFA 쉴드 우승 1회 - 우승: 2004-05 |

## 최근 성적
시즌별 최근 성적
| 시즌    | 리그명            | 리그 단계 | 순위        | 컵      |
| 1994–95 | 남부 레기오날리가 | 3부       | 7위         | 8강     |
| 1995–96 | 남부 레기오날리가 | 3부       | 13위        | 1라운드 |
| 1997–97 | 남부 레기오날리가 | 3부       | 8위         | DNQ     |
| 1997–98 | 남부 레기오날리가 | 3부       | 6위         | DNQ     |
| 1998–99 | 남부 레기오날리가 | 3부       | 8위         | DNQ     |
| 1999–00 | 남부 레기오날리가 | 3부       | 5위         | DNQ     |
| 2000–01 | 남부 레기오날리가 | 3부       | 9위         | DNQ     |
| 2001–02 | 남부 레기오날리가 | 3부       | 10위        | DNQ     |
| 2002–03 | 남부 레기오날리가 | 3부       | 4위         | 1라운드 |
| 2003–04 | 남부 레기오날리가 | 3부       | 우승        | DNQ     |
| 2004–05 | 남부 레기오날리가 | 3부       | 6위         | 8강     |
| 2005–06 | 남부 레기오날리가 | 3부       | 11위        | DNQ     |
| 2006–07 | 남부 레기오날리가 | 3부       | 8위         | DNQ     |
| 2007–08 | 남부 레기오날리가 | 3부       | 8위         | DNQ     |
| 2008–09 | 3 리가            | 3부       | 5위         | —       |
| 2008–09 | 3 리가            | 3부       | 8위         | —       |
| 2010–11 | 3 리가            | 3부       | 20위 (강등) | —       |
| 2011–12 | 남부 레기오날리가 | 4부       |             | —       |

- DNQ = 예선 탈락;
- — = 2008-09 시즌부터 리저브 팀의 컵대회 출전 금지;

## 1군 승격 선수
다음은 바이에른 뮌헨 시니어팀에 승격되기 전에 바이에른 뮌헨 II팀을 거친 선수들이다.
| 국적       | 선수                | 리저브팀 소속연도   | 시니어팀 소속연도 |
| ---------- | ------------------- | ------------------- | ----------------- |
| 독일       | 라이너 아이그너     | 1989–1991 1994–1997 | 1990–1991         |
| 오스트리아 | 데이비드 알라바     | 2009–2011           | 2010–             |
| 독일       | 홀거 바드스투버     | 2007–2009           | 2009–             |
| 독일       | 알렉산더 부게라     | 1996–1999 2002–2003 | 1997–1999         |
| 오스트리아 | 하랄트 체르니       | 1990–1992           | 1992–1993         |
| 독일       | 디에고 콘텐토       | 2008–2011           | 2010–             |
| 이탈리아   | 안토니오 디 살비오  | 2000–2001           | 2000–2001         |
| 독일       | 막스 에베를         | 1991–1993           | 1991–1993         |
| 독일       | 마르쿠스 포일너     | 2000–2003           | 2001–2003         |
| 독일       | 슈테판 퓌르스트너   | 2005–2009           | 2006–2009         |
| 독일       | 프랑크 게르슈터     | 1994–1998           | 1996–1998         |
| 튀르키예   | 베르칸트 괴크탄     | 1998–2001           | 1998–2001         |
| 독일       | 우베 고스포다렉     | 1991–1995           | 1991–1995         |
| 독일       | 로만 그릴           | 1988–1999           | 1995–1996         |
| 독일       | 마르코 그림         | 1993–1995           | 1994–1995         |
| 페루       | 파올로 게레로       | 2002–2004           | 2004–2006         |
| 독일       | 디트마어 하만       | 1992–1994           | 1993–1998         |
| 잉글랜드   | 오언 하그리브스     | 2000–2001           | 2000–2007         |
| 독일       | 슈테펜 호프만       | 2000–2002           | 2001–2002         |
| 독일       | 마츠 후멜스         | 2005–2008           | 2007–2008         |
| 체코       | 다비트 야롤림       | 1997–2000           | 1997–2000         |
| 스웨덴     | 닐스-에릭 요한손    | 1998–2000           | 1999–2000         |
| 서독       | 토마스 카스텐마이어 | 1987–1989           | 1989–1990         |
| 독일       | 울프 클리헤         | 1987–1992           | 1990–1991         |

| 국적                  | 선수                      | 리저브팀 소속연도             | 시니어팀 소속연도   |
| --------------------- | ------------------------- | ----------------------------- | ------------------- |
| 독일                  | 토마스 크라프트           | 2006–2011                     | 2008–2011           |
| 독일                  | 토니 크로스               | 2007–2008                     | 2007–               |
| 독일                  | 필리프 람                 | 2001–2003                     | 2005–               |
| 독일                  | 카르스텐 라키스           | 1996–1997                     | 1996–1997           |
| 독일                  | 크리스티안 렐             | 2001–2010                     | 2003–2010           |
| 오스트리아            | 슈테판 마이어호퍼         | 2005–2007                     | 2006–2007           |
| 보스니아 헤르체고비나 | 즈베즈단 미시모비치       | 2000–2004                     | 2002–2004           |
| 독일                  | 토마스 뮐러               | 2007–2009                     | 2008-               |
| 독일                  | 크리스티안 네를링거       | 1990–1993                     | 1992–1998           |
| 카메룬                | 루이 클레멩 은그왓-마호프 | 2006–2007                     | 2006–2007           |
| 독일                  | 토르스텐 오트             | 1991–1993                     | 1991–1992           |
| 독일                  | 안드레아스 오틀           | 2003–2007                     | 2005–2011           |
| 독일                  | 한스 플뤼거               | 1979–1982 1992–1997 2001–2002 | 1981–1992 1994–1995 |
| 독일                  | 미하엘 프롭스트           | 1995–1997                     | 1995–1996           |
| 독일                  | 미하엘 렌징               | 2002–2007                     | 2003–2010           |
| 독일                  | 만프레드 슈바블           | 1984–1986                     | 1985–1986 1989–1992 |
| 독일                  | 바스티안 슈바인슈타이거   | 2002–2004                     | 2002–               |
| 잠비아                | 앤드류 신칼라             | 1999–2001                     | 1999–2001           |
| 독일                  | 올리버 슈테그마여         | 1993–1995                     | 1994–1995           |
| 독일                  | 피오트르 트로호프스키     | 2002–2003                     | 2003–2005           |
| 독일                  | 잔드로 바그너             | 2005–2008                     | 2007–2008           |
| 독일                  | 슈테판 베셀스             | 1998–2002                     | 1999–2003           |
| 독일                  | 알렉산더 치클러           | 1993–1995                     | 1993–2005           |